# Calgary zoo
Calgary zoo är en park i Kanada.   Den ligger i provinsen Alberta, i den centrala delen av landet, 2 900 km väster om huvudstaden Ottawa. Calgary zoo ligger 1 040 meter över havet.
Terrängen runt Calgary zoo är platt. Runt Calgary zoo är det mycket tätbefolkat, med 1 411 invånare per kvadratkilometer.. Närmaste större samhälle är Calgary, 3,8 km väster om Calgary zoo.
Runt Calgary zoo är det i huvudsak tätbebyggt.